# Вуйцик, Адам
Адам Вуйцик (пол. Adam Wójcik; 20 апреля 1970 — 26 августа 2017) — бывший польский профессиональный баскетболист. Он известен как один из величайших мастеров польского баскетбола. Является лучшим бомбардиром польской высшей лиги с 10 087 очками. Трижды признавался MVP чемпионата Польши.

## Карьера
Провёл 149 матчей в составе национальной сборной страны, в которых набрал 1821 очко. Участник четырёх первенств Европы — 1991, 1997, 2007 и 2009. Завершил карьеру в 2012 году.

## Болезнь и смерть
Вуйцик ушёл из жизни 26 августа 2017 года во Вроцлаве на 48-м году жизни. Причиной смерти стала лейкемия.